# 金城江区
金城江区（きんじょうこう-く）は中華人民共和国広西チワン族自治区河池市に位置する市轄区。

## 行政区画
- 街道:金城江街道
- 鎮:東江鎮、六圩鎮、六甲鎮、河池鎮、抜貢鎮、九圩鎮、五圩鎮
- 郷:白土郷、側嶺郷、保平郷、長老郷

## 交通

### 航空
- 河池金城江空港（中国語版）

### 鉄道
- 中国国家鉄路集団
  - 黔桂線（中国語版）
    - 金城江駅

  - 貴南旅客専用線（中国語版）
    - 河池西駅